# Radošovice (Strakonice)
Radošovice é uma comuna checa localizada na região da Boêmia do Sul, distrito de Strakonice.